# Gammu
Gammu est un logiciel de gestion de téléphones portables, open-source, fonctionnant sous Linux et Windows. Il est hérité de Gnokii, spécialisé pour les téléphones Nokia. Il permet notamment d'envoyer des SMS et d'en recevoir grâce à un téléphone connecté à un ordinateur avec le logiciel.
Wammu est une interface graphique pour utiliser Gammu.